# Asienspiele 2022/Wasserspringen
Bei den Asienspielen 2022 wurden vom 30. September bis 4. Oktober 2023 insgesamt zehn Wettbewerbe im Wasserspringen ausgetragen, davon je fünf bei den Männern und bei den Frauen. Austragungsort war das Hangzhou Olympic Sports Expo Center.
Erfolgreichste Nation war China, dessen Sportler in allen zehn Wettbewerben die Goldmedaille gewannen und darüber hinaus in den sechs Einzelwettbewerben auch die Silbermedaille. Da im Einzel maximal zwei Starter und in den Synchronwettbewerben maximal eine Mannschaft aus einem NOK teilnehmen durften, gelang den chinesischen Wasserspringern somit die maximal mögliche Medaillenausbeute. Mit mehreren Gewinnen von Silber- und Bronzemedaillen folgten dahinter in absteigender Reihenfolge die Mannschaften Südkoreas, Malaysias und Japans.

## Bilanz

### Medaillenspiegel
| Platz  | Land     | Gold | Silber | Bronze | Gesamt |
| ------ | -------- | ---- | ------ | ------ | ------ |
| 1      | China    | 10   | 6      | —      | 16     |
| 2      | Südkorea | —    | 2      | 4      | 6      |
| 3      | Japan    | —    | 1      | 4      | 5      |
| 4      | Hongkong | —    | 1      | 2      | 3      |
| Gesamt | Gesamt   | 10   | 10     | 10     | 30     |

### Medaillengewinner
Männer
| Disziplin             | Gold                 | Silber                      | Bronze                                           |
| --------------------- | -------------------- | --------------------------- | ------------------------------------------------ |
| 1 m Kunstspringen     | Wang Zongyuan        | Peng Jianfeng               | Woo Ha-ram                                       |
| 3 m Kunstspringen     | Wang Zongyuan        | Zheng Jiuyuan               | Yi Jae-gyeong                                    |
| 10 m Turmspringen     | Yang Hao             | Bai Yuming                  | Rikuto Tamai                                     |
| 3 m Synchronspringen  | Yan Siyu He Chao     | Yi Jae-gyeong Woo Ha-ram    | Muhammad Syafiq Puteh Tze Liang Ooi              |
| 10 m Synchronspringen | Yang Hao Lian Junjie | Yi Jae-gyeong Kim Yeong-nam | Bertrand Rhodict Lises Enrique Maccartney Harold |

Frauen
| Disziplin             | Gold                    | Silber                        | Bronze                                   |
| --------------------- | ----------------------- | ----------------------------- | ---------------------------------------- |
| 1 m Kunstspringen     | Li Yajie                | Lin Shan                      | Kim Su-ji                                |
| 3 m Kunstspringen     | Chen Yiwen              | Chang Yani                    | Sayaka Mikami                            |
| 10 m Turmspringen     | Quan Hongchan           | Chen Yuxi                     | Pandelela Rinong Pamg                    |
| 3 m Synchronspringen  | Chen Yiwen Chang Yani   | Nur Dhabitah Sabri Yan Yee Ng | Park Ha-reum Kim Su-ji                   |
| 10 m Synchronspringen | Quan Hongchan Chen Yuxi | Matsuri Arai Minami Itahashi  | Nur Dhabitah Sabri Pandelela Rinong Pamg |